# Sofia Bruscoli
Sofia Bruscoli (Cattolica, 20 aprile 1988) è una modella, showgirl, conduttrice televisiva ed ex pattinatrice artistica a rotelle italiana.

## Biografia
Da giovane ha praticato il pattinaggio a rotelle artistico, partecipando anche ad alcune gare europee (vincendo anche un titolo nella specialità di danza in coppia) e venendo chiamata nella Nazionale italiana di pattinaggio artistico a rotelle.
Nel 2004, dopo aver partecipato e vinto i concorsi di bellezza Miss Yacht Club e successivamente The Look of the Year ha iniziato la carriera nel mondo della moda. L'anno seguente, a soli 17 anni, ha vinto le selezioni nazionali italiane per il concorso di Miss Mondo 2005, ottenendo quindi la fascia di "Miss Mondo Italia 2005", vincendo poi il titolo di "Miss Europa del Sud" e arrivando quarta nella classifica generale.
Come modella ha sfilato per diverse importanti case e stilisti, tra cui Jean Paul Gaultier e Rocco Barocco.
Nel dicembre 2006 è la valletta di Carlo Conti nella trasmissione di Rai 1 L'anno che verrà, ruolo ricoperto anche nell'edizione 2008.
Nell'autunno 2006 diviene nota al grande pubblico, grazie alla partecipazione alla terza edizione del talent show Ballando con le stelle, presentato da Milly Carlucci su Raiuno, programma che prevede gare di ballo a coppie formate da un rappresentante dello star system e un ballerino/a professionista (nel caso di Sofia Bruscoli il ballerino Manuel Favilla). Nel 2007 è stata inviata speciale di Oltremoda, sempre su Raiuno.
Nel 2007 è apparsa nella commedia Matrimonio alle Bahamas, con la regia di Claudio Risi.
Nell'ottobre 2008 co-conduce e assiste (assieme a Roberta Giarrusso e Nino Frassica) Carlo Conti nel varietà televisivo di Rai Uno I migliori anni.
Nel luglio 2009 fa parte della giuria (con Alba Parietti, Jonathan Kashanian, Raffaella Fico e Thais Souza Wiggers) della finale italiana di The Look of the Year, concorso presentato da Cristina Chiabotto e Tommy Vee.
Nella stagione 2009 - 2010 affianca Pippo Baudo nello spazio Domenica In... 7 Giorni, all'interno del programma Domenica In, sempre su Rai 1: notare che lei è l'ultima valletta di Baudo a Domenica In, in quanto dal settembre 2010 Baudo non conduce più il contenitore domenicale. Sempre nel 2009, ha preso parte alla fiction Le segretarie del sesto, ed è stata protagonista di una puntata della serie televisiva Don Matteo, entrambe su Rai 1.
Martedì 26 gennaio 2010 è presente nella quarta puntata della fiction Io e mio figlio - Nuove storie per il commissario Vivaldi, con protagonista Lando Buzzanca. Il 16 giugno 2012 ha presentato con Marco Liorni, in diretta da Gallipoli, la finale nazionale di Miss Mondo Italia.
Nella stagione 2012 - 2013 conduce, assieme a Veronica Gatto, il programma di Rai 1 Easy Driver.
Dal 2024 è conduttrice del programma televisivo "Eterne" che va in onda su Business24, canale 410 del digitale terrestre, intervistando le aziende storiche del panorama nazionale italiano.

## Televisione
- L'anno che verrà (Rai 1, 2006; 2008) Valletta
- Ballando con le stelle 3 (Rai 1, 2006) Concorrente
- Oltremoda (Rai 1, 2007) Inviata
- I migliori anni (Rai 1, 2008) Co-conduttrice
- The Look of the Year (Italia 1, 2009) Giurata
- Domenica In... 7 Giorni (Rai 1, 2009-2010) Valletta
- Stessa spiaggia, stesso mare (Rai 1, 2010) Conduttrice
- Il bello, il brutto e il cattivo (Rai 5, 2010-2011) Conduttrice
- Socrate (Rai 1, 2012) Co-conduttrice
- Easy Driver (Rai 1, 2012-2013) Conduttrice
- Stop and Go (Rai 2, dal 2021) Conduttrice
- Eterne (Business24, dal  2024) Conduttrice

## Filmografia
- Matrimonio alle Bahamas, regia di Claudio Risi (2007)
- Un'altra storia, regia di Gabriele Pignotta (2014) - cortometraggio
- Punto di Rottura - Single Point of Failure, regia di Janet De Nardis (2020) - cortometraggio

### Serie TV
- Le segretarie del sesto (2009), regia di Angelo Longoni
- Don Matteo 7 (2009), episodio 7x19, regia di Lodovico Gasparini
- Io e mio figlio - Nuove storie per il commissario Vivaldi (2010), episodio 1x04,  regia di Luciano Odorisio
- Che Dio ci aiuti (2012), episodio 1x09, regia di Francesco Vicario

## Campagne Pubblicitarie
- Acqua Minerale San Benedetto (2018)
- Maserati (2018)

## Agenzie
- Elite Model Management - New York